# Laron Profit
Bronta Laron Profit (Charleston, 5 agosto 1977) è un ex cestista e allenatore di pallacanestro statunitense.

## Carriera
È stato selezionato dagli Orlando Magic al secondo giro del Draft NBA 1999 (38ª scelta assoluta).
Ha anche giocato 6 partite nella Legadue italiana, con la maglia della Sutor Montegranaro nel 2002.